# Applewold
Applewold és una població dels Estats Units a l'estat de Pennsilvània. Segons el cens del 2000 tenia 356 habitants.

## Demografia
Segons el cens del 2000, Applewold tenia 356 habitants, 143 habitatges, i 76 famílies. La densitat de població era de 2.749 habitants per quilòmetre quadrat.
Dels 143 habitatges en un 23,1% hi vivien nens de menys de 18 anys, en un 38,5% hi vivien parelles casades, en un 12,6% dones solteres, i en un 46,2% no eren unitats familiars. En el 37,1% dels habitatges hi vivien persones soles el 14% de les quals corresponia a persones de 65 anys o més que vivien soles. El nombre mitjà de persones vivint en cada habitatge era de 2,17 i el nombre mitjà de persones que vivien en cada família era de 2,86.
Per edats la població es repartia de la següent manera: un 20,8% tenia menys de 18 anys, un 8,1% entre 18 i 24, un 27% entre 25 i 44, un 19,7% de 45 a 60 i un 24,4% 65 anys o més.
L'edat mediana era de 40 anys. Per cada 100 dones de 18 o més anys hi havia 70,9 homes.
La renda mediana per habitatge era de 30.714 $ i la renda mediana per família de 35.625 $. Els homes tenien una renda mediana de 32.500 $ mentre que les dones 19.464 $. La renda per capita de la població era de 16.549 $. Entorn del 3% de les famílies i el 9,8% de la població estaven per davall del llindar de pobresa.

## Poblacions més properes
El següent diagrama mostra les poblacions més properes.